# Edda em verso
Edda em verso ou Edda poética é uma coleção de poemas em nórdico antigo preservados inicialmente no manuscrito medieval islandês Codex Regius, do século XIII.
A obra é composta por 11 poemas mitológicos e 19 poemas de heróis nórdicos e germânicos, cujos autores são desconhecidos. Junto com a Edda em prosa de Snorri Sturluson, é a mais importante fonte de informações sobre a mitologia nórdica e de heróis lendários germânicos.

## Conteúdo
Esta obra é uma coletânea de poemas antigos, ecos de uma tradição oral, sobre deuses e heróis de tempos passados. Inclui narrativas sobre a criação do mundo, assim como do seu fim, sobre deuses asses (Aesir), como Odin, Thor e Frey, sobre heróis como Siegfried.

### Poemas Mitológicos

#### Incluídos no Codex Regius
- Völuspá (A profecia da mulher sábia, A profecia da vidente)
- Hávamál (A balada do mais alto, Os ditos de Hár, Os ditos do mais alto)
- Vafþrúðnismál (A balada de Vafthrúdnir, A canção de Vafthrúdnir, Os ditos de Vafthrúdnir)
- Grímnismál (A balada de Grímnir, A canção de Grímnir, Os ditos de Grímnir)
- Skírnismál (A balada de Skírnir, A canção de Skírnir, A jornada de Skírnir)
- Hárbarðsljóð (O poema de  Hárbard, A canção de Hárbard)
- Hymiskviða (A canção de  Hymir, O poema de Hymir)
- Lokasenna (A discussão de Loki, O cinsurso de insultos de Loki, A disputa de Loki)
- Þrymskviða (A canção de Thrym, O poema de Thrym)
- Völundarkviða (A canção de Völund)
- Alvíssmál (A balada Alvís, A canção Alvís, Os ditos de toda a sabedoria)

#### Não incluídos no Codex Regius
- Baldrs draumar (Os sonhos de Baldr)
- Rígsþula (A canção de Ríg, O canto de Ríg, A lista de  Ríg)
- Hyndluljóð (O poema de Hyndla, A canção de Hyndla)
  - Völuspá in skamma (A curta Völuspá, The Short Seeress' Prophecy, Short Prophecy of the Seeress) - incluído em Hyndluljóð.
- Svipdagsmál (A balada de Svipdag, A canção de Svipdag) - Este título original de  Bugge, actualmente compõe os dois poemas:
  - Grógaldr (O feitiço de Gróa, Feitiços de Gróa)
  - Fjölsvinnsmál (A balada de Fjölsvid, A canção de  Fjölsvid)
- Gróttasöngr (A canção de Mill, A canção de Grotti) (não incluído em muitas edições)
- Hrafnagaldur Óðins (A canção do corvo de Odin, O canto do corvo de Odin). (não incluído em muitas edições).